# Антарктична повість
«Антарктична повість» (рос. «Антарктическая повесть») — російський радянський художній фільм 1979 року режисера Сергія Тарасова.

## Сюжет
Телесеріал про відважних полярників, які почали освоювати Антарктиду...

## У ролях
- Костянтин Григор'єв
- Анатолій Ромашин
- Олександр Вдовін
- Олександр Бєлявський
- Борис Хмельницький
- Альгімантас Масюліс
- Борис Хімічев
- Валерій Малишев
- Харій Швейц
- Юрій Назаров
- Віктор Шульгін
- Наталя Фатєєва

## Творча група
- Сценарій: Іван Менджерицький, Володимир Санін
- Режисер: Сергій Тарасов
- Оператор: Михайло Коропцов
- Композитор: Тихон Хрєнніков